# Zausodes limigenus
Zausodes limigenus är en kräftdjursart som beskrevs av Jakobi 1954. Zausodes limigenus ingår i släktet Zausodes och familjen Harpacticidae. Inga underarter finns listade i Catalogue of Life.